# جوش والكر
جوشوا والكر (بالإنجليزية: Joshua Walker)‏، من مواليد 21 فبراير 1989 في نيوكاسل أبون تاين في إنجلترا، لاعب كرة قدم إنجليزي.
بدأ مسيرته الكروية مع نادي ميدلزبره في عام 2005، وهو يلعب معهم حتى الآن، وفي عام 2007 أعير إلى نادي بورينموث، ولعب معهم مباراتين.

## روابط خارجية
- جوش والكر على موقع قاعدة بيانات كرة القدم.إي يو (الإنجليزية)
- جوش والكر على موقع Soccerbase.com (لاعب) (الإنجليزية)
- جوش والكر على موقع Soccerway.com (الإنجليزية)
- جوش والكر على موقع عالم كرة القدم.نت (الإنجليزية)